# Sixten Boström
Sixten Boström (* 15. September 1963 in Helsinki) ist ein ehemaliger finnischer Fußballspieler, der mittlerweile als -trainer tätig ist. Als Spieler wurde er mehrmals finnischer und singapurischer Meister, 2013 holte er auch als Trainer seinen ersten Titel.

## Werdegang
Boström begann seine Profikarriere bei HJK in seiner Heimatstadt Helsinki und konnte 1981 mit dem Klub das Double aus Meisterschaft und Pokal feiern. 1984 wechselte er erstmals ins Ausland und spielte zwei Jahre für BK Häcken in Schweden. Anschließend kehrte er zu HJK zurück und wurde 1987 ein zweites Mal finnischer Meister. 1988 wechselte er Geylang International und gewann mit dem Klub den Meistertitel in Singapur. Nach der Rückkehr nach Finnland zum FC Kuusysi, mit dem er 1989 zum dritten Mal in seiner Karriere den Meistertitel erreichte, folgte ein weiteres Intermezzo bei Geylang International, bei dem er 1990 ein zweites Mal Landesmeister in Singapur wurde. 1991 kam er abermals zum FC Kuusysi und gewann seine vierte Meisterschaft. Anschließend stand er bei FinnPa unter Vertrag, wo er 1993 seine Laufbahn beendete.
Nach seinem Karriereende arbeitete Boström als Gymnasiallehrer und engagierte sich nebenher als Jugendtrainer bei HJK. Nach Trainerstationen bei FinnPa und dem FC Jokrut beendete er 2002 seine Schullaufbahn und übernahm als hauptamtlicher Trainer den FF Jaro, der er zurück in die Veikkausliiga führte. Nachdem er sich 2004 vom Klub verabschiedet hatte, arbeitete er als Spion für die finnische Nationalmannschaft. Bei der Weltmeisterschaft 2006 kommentierte er für den finnischen Sender YLE als Experte die Endrundenpartien. Später leitete er für Suomen Palloliitto, den finnischen Fußballverband, die Ausbildungsabteilung.
Ende November 2007 stellte der schwedische Klub Örebro SK aus der Allsvenskan Boström als Nachfolger des im Verlaufe der Spielzeit geschassten Trainers Patrick Walker und des Übergangstrainers Urban Hammar vor. Nachdem der Klub in der Vorsaison nur knapp dem Abstieg entgangen war, führte er die Mannschaft in der Spielzeit 2008 auf den siebten Tabellenrang. Bis zum Sommer des folgenden Jahres gestaltete sich die Situation für den Verein positiv, daher wurde der Vertrag des Trainers bis 2011 verlängert. In der Spielzeit 2010 setzte sich die Mannschaft unter seiner Leitung im oberen Tabellendrittel fest und erreichte als Tabellendritter den Europapokal. Zwar konnte der Klub unter seiner Leitung die guten Leistungen in der Liga nicht fortsetzen und schied gegen den FK Sarajevo in der 2. Qualifikationsrunde der UEFA Europa League 2011/12 aus, dennoch verlängerte der Klub im Juli 2011 seinen Vertrag erneut und band den Trainer bis Ende 2013. Hatte der Klub als Tabellenzwölfter in der Vorsaison sich oberhalb der Abstiegsränge platziert, startete die Mannschaft erfolglos in die Spielzeit 2012. Nachdem sie bis zur Sommerpause in zwölf Spielen ohne Saisonsieg geblieben war, entband ihn der Klub Anfang Juni von seinen Aufgaben und ersetzte ihn durch Per-Ola Ljung.
Anfang 2013 übernahm Boström als Nachfolger des mehrfachen Meistertrainers Antti Muurinen die Geschicke beim finnischen Rekordmeister HJK, am Ende der Spielzeit 2013 führte er seine ehemalige Spielstation zum fünften Meistertitel in Folge. Nach einem schwachen Start in die folgende Spielzeit wurde er bereits Ende April von seinen Aufgaben entbunden und durch Mika Lehkosuo ersetzt. Im Frühjahr 2015 wechselte er in den nordamerikanischen Fußball, als Columbus Crew ihn als Assistent für das Trainerteam rund um den zuvor ebenfalls in Skandinavien tätigen Gregg Berhalter verpflichtete. In der Spielzeit 2015 erreichte die Mannschaft das Endspiel der MLS, das mit einer 1:2-Niederlage gegen die Portland Timbers verloren ging. Sie bestätigte den Erfolg in der folgenden Spielzeit nicht, als Tabellenneunter der Eastern Conference wurden die Play-offs deutlich verpasst.
Anfang 2017 kehrte Boström nach Finnland zurück und übernahm den Trainerposten bei Seinäjoen JK von Meister- und Pokalsiegertrainer Simo Valakari, der sich mit der Vereinsführung überworfen hatte. Trotz des erneuten Einzuges ins Pokalendspiels durch einen Halbfinalerfolg über den FC Honka Espoo Anfang April wurde er nach vier Monaten im Amt nach drei Siegen in elf Ligaspielen im Anschluss an eine 0:6-Niederlage gegen HJK am 2. Juni des Jahres entlassen.

## Erfolge
- Finnischer Meister: 1981, 1987, 1989, 1991 (als Spieler), 2013 (als Trainer)
- Finnischer Pokalsieger: 1981
- Singapurischer Meister: 1988, 1990